# Французская железнодорожная метрика
Французская железнодорожная метрика является необычным примером метрики.
Название этой метрики произошло из-за очень централизованно проложенной (особенно раньше) железнодорожной сети Франции, в которой чуть ли не все пути сходились в Париже.
Последствия этого были таковы, что, например, чтобы добраться по железной дороге из Страсбурга в Лион, нужно сделать крюк в 400 км через Париж — приходилось мириться с тем, что нет прямого сообщения.
Это побудило одного неизвестного математика определить следующую метрику: если {\displaystyle X} есть некоторое множество точек плоскости (города Франции с железнодорожным сообщением через Париж) и {\displaystyle p} — фиксированная выбранная точка (Париж), то можно определить на {\displaystyle X} метрику {\displaystyle \rho \colon X\times X\to \mathbb {R} } следующим образом:
{\displaystyle \rho (x,y)=\left.{\begin{cases}\|x-y\|,&x-p=\lambda (y-p)\\\|x-p\|+\|y-p\|,&x-p\neq \lambda (y-p)\end{cases}}\right.,\quad x,y\in X,\lambda \in \mathbb {R} .}
Здесь {\displaystyle \rho (x,y)} следует понимать как расстояние по железнодорожному пути от города {\displaystyle x} до города {\displaystyle y}.
Эта конструкция допускает элементарное обобщение на любое нормированное пространство.

## Свойства
В невырожденном случае, то есть когда существуют неколлинеарные векторы, французская железнодорожная метрика — простейший пример метрики, которая не порождается нормой.
Действительно, предположим противное. Пусть такая норма существует. Возьмём два неколлинеарных вектора {\displaystyle a} и {\displaystyle b}, для которых {\displaystyle \left|a\right|\leqslant \left|b\right|}. Тогда векторы {\displaystyle a+b} и {\displaystyle b} также неколлинеарны, и выполняется
{\displaystyle \rho (p+a,\,p)\leqslant \rho (p,\,p+b)<\rho (p+a+b,\,p+b)}.
Для метрики {\displaystyle d}, порожденной нормой, это неравенство нарушается:
{\displaystyle d(p+a,p)=|p+a-p|=|a|\leq d(p,p+b)=|p-p-b|=|-b|=|b|<d(p+a+b,p+b)=|p+a+b-p-b|=|a|.}
Следовательно, не существует нормы {\displaystyle |\cdot |}, порождающей французскую железнодорожную метрику в том смысле, что {\displaystyle \rho (x,\,y)=|x-y|.}

## Названия приp = 0
Для нормы {\displaystyle \|\cdot \|} на {\displaystyle \mathbb {R} ^{2}} метрикой французского метро называется метрика на {\displaystyle \mathbb {R} ^{2}}, определённая как:
{\displaystyle \rho (x,y)=\left.{\begin{cases}\|x-y\|,&x=\lambda y\\\|x\|+\|y\|,&x\neq \lambda y\end{cases}}\right.,\quad x,y\in X,\lambda \in \mathbb {R} .}
Иными словами, метрика французского метро определена как длина кратчайшего пути из точки x в точку y, если x, y и начало координат находятся на одной прямой, и длина кратчайшего пути из x в y, проходящего через начало координат, в противном случае.
Метрика французского метро совпадает с французской железнодорожной метрикой в частном случае, когда Париж находится в начале координат (p = 0).
Для евклидовой нормы {\displaystyle \|\cdot \|_{2}} метрика французского метро называется также парижской метрикой, метрикой ежа, радиальной метрикой или усиленной метрикой SNCF.

## Метрика британской железной дороги
Для нормы {\displaystyle \|\cdot \|} на {\displaystyle \mathbb {R} ^{2}} (в общем случае на {\displaystyle \mathbb {R} ^{n}}) метрикой британской железной дороги называется метрика на {\displaystyle \mathbb {R} ^{2}} (на {\displaystyle \mathbb {R} ^{n}}), определённая как
{\displaystyle \|x\|+\|y\|,}
если {\displaystyle x\neq y}, и как 0 в противном случае. Её называют также метрикой почты (англ. Post Office metric), метрикой гусеницы и метрикой челнока.
Иными словами, в соответствии с метрикой британской железной дороги приходится делать крюк через начало координат всегда, если только пункт отправления не совпадает с пунктом назначения.
В Великобритании метрикой британской железной дороги (англ. British Rail metric) иногда называют метрику французского метро.

## Примеры
| p                      | x                      | y                      | ФЖДМ[5]                                     | МФМ[6]                         | МБЖД[7]                        |
| ---------------------- | ---------------------- | ---------------------- | ------------------------------------------- | ------------------------------ | ------------------------------ |
| {\displaystyle (0;0)}  | {\displaystyle (0;3)}  | {\displaystyle (6;5)}  | {\displaystyle 3+{\sqrt {61}}}              | {\displaystyle 3+{\sqrt {61}}} | {\displaystyle 3+{\sqrt {61}}} |
| {\displaystyle (0;0)}  | {\displaystyle (0;3)}  | {\displaystyle (0;6)}  | {\displaystyle 3}                           | {\displaystyle 3}              | {\displaystyle 9}              |
| {\displaystyle (-3;2)} | {\displaystyle (0;3)}  | {\displaystyle (0;6)}  | {\displaystyle {\sqrt {10}}+5}              | {\displaystyle 3}              | {\displaystyle {\sqrt {45}}}   |
| {\displaystyle (-3;2)} | {\displaystyle (0;3)}  | {\displaystyle (6;5)}  | {\displaystyle {\sqrt {40}}}                | {\displaystyle 3+{\sqrt {61}}} | {\displaystyle 3+{\sqrt {61}}} |
| {\displaystyle (-3;2)} | {\displaystyle (5;12)} | {\displaystyle (12;5)} | {\displaystyle {\sqrt {164}}+{\sqrt {234}}} | {\displaystyle 26}             | {\displaystyle 26}             |
| {\displaystyle (-3;2)} | {\displaystyle (5;12)} | {\displaystyle (5;12)} | {\displaystyle 0}                           | {\displaystyle 0}              | {\displaystyle 0}              |